# Leucania lacteola
Leucania lacteola är en fjärilsart som beskrevs av Hugo Theodor Christoph 1893. Leucania lacteola ingår i släktet Leucania och familjen nattflyn. Inga underarter finns listade i Catalogue of Life.